# Crassula extrorsa
Crassula extrorsa (лат.) — вид растений рода Толстянка (Crassula) семейства Толстянковые (Crassulaceae), естественно произрастающий на территории штата Южная Австралия, Австралия.

## Название
Родовое латинское название Crassula происходит от латинского слова crassus, — «толстый», в основном из-за присутствия у растений этого рода сочных листьев.
Видовой эпитет extrorsa (extrorsus) в переводе с латинского означает «открывающийся наружу» или «повернутый наружу». Это связано с изогнутыми вовне плодовыми листовками и широко расходящимися краями швов раскрытых листовок.

## Описание
Травянистое растение, достигающее высоты до 8 см, произрастает в окрестностях скал и в области глиняных котлованов.

## Таксономия
Crassula extrorsa Toelken, первое упоминание в S. Austral. Naturalist 76: 10 (2002).